# Взрыв автобуса в Воронеже
Взрыв автобуса в Воронеже — инцидент в городском автобусе, произошедший 12 августа 2021 года в центре Воронежа. В результате взрыва пострадали 26 человек, из них двое скончались. В ходе расследования выдвинуто несколько версий произошедшего. Происшествие имело широкий общественный резонанс.

## Взрыв
Вечером 12 августа, около 21:11 автобус ПАЗ-4234, принадлежавший ООО «АТП-1» (г/н С 842 АК 136), следовавший по маршруту 10А в сторону Юго-Западного района, стоял на остановке «ТЦ „Галерея Чижова“» на улице Кольцовской. Внутри автобуса было более 30 пассажиров, все сидячие места были заняты. Во время посадки пассажиров в салоне прогремел взрыв. Люди в панике стали выбегать из автобуса, тем кто не смог самостоятельно выбраться, помогали очевидцы. В результате взрыва пострадали 26 человек. 5 пассажиров получили тяжёлые ранения, из них две женщины скончались в реанимации. Момент взрыва попал на видеорегистраторы проезжающих машин, помимо автобуса повреждения получили несколько проезжавших мимо автомобилей, остановка и киоск по продаже печати.

## Расследование
Первоначально сообщалось о взрыве газобаллонного оборудования автобуса. Представители ООО «АТП-1» опровергли версию в связи с тем, что автобусы вышеупомянутой модели работают на дизельном топливе, однако не исключалось незаконное переоборудование на ГБО.
После взрыва на место прибыли сотрудники ФСБ и Национального антитеррористического комитета, не исключалась версия теракта, однако эта версия не нашла подтверждения.
Некоторые СМИ публиковали версии о причастности ГУР Украины.
Другой версией является провоз в салоне взрывоопасного вещества, либо газового баллона одним из пассажиров.
Через несколько часов на место происшествия прибыл губернатор Воронежской области А. Гусев, прервавший отпуск. Было поручено первым делом проверить в течение ночи все автопарки в Воронеже. Губернатор пообещал оказать всю возможную помощь семьям погибших и пострадавшим..
На следующий день, на остановке «ТЦ „Галерея Чижова“» возник стихийный мемориал из цветов в память о погибших пассажирах автобуса.
К 15 августа очередной версией взрыва было названо «нахождение в печке, расположенной в салоне, или возле нее неизвестного взрывоопасного предмета».
Также была выдвинута версия о подготовленной диверсии конкурирующими предприятиями-перевозчиками, конфликтующими с ООО «АТП-1» с целью запугивания (предприятие выиграло на конкурсе работу на нескольких городских маршрутах), и рассчитанной на то, что взрыв произойдет в автобусе, когда он будет следовать с маршрута в парк, либо в момент нахождения на территории автопарка, однако взрыв произошел во время работы на маршруте.
По состоянию на осень 2021 года ни причины взрыва, ни подозреваемые не установлены.
На 2023 год все запросы от СМИ в Следственный комитет РФ неоднократно игнорируются.